# Partido de Campana
Campana es uno de los 135 partidos de la provincia argentina de Buenos Aires. Se encuentra sobre la margen derecha del río Paraná de las Palmas, a una latitud de 34°12′ S, una longitud de 58°56′ O y una altitud de 20 m s. n. m. Ocupa 982 km², y tiene una densidad de 72,7 hab./km². La parte insular representa más de los dos tercios del partido. De acuerdo a datos preliminares del censo de 2022, la población del partido es de 110.566 habitantes.
Su cabecera es la ciudad de Campana. Esta ciudad es de características eminentemente industriales, siendo sede de variadas e importantes industrias, en varios casos líderes mundiales en sus respectivos rubros, como Techint. En los últimos años, tanto la ciudad como el partido de Campana han alcanzado relevancia y reconocimiento nacional e internacional debido a la pujanza de algunas de sus industrias.

## Localidades
- Campana (cabecera y ciudad más poblada)
- Alto Los Cardales
- Los Pioneros
- Lomas del Río Luján
- Ingeniero Rómulo Otamendi

### Parajes
- El Morejón

## Límites
Limita al norte con el Departamento Islas del Ibicuy de la provincia de Entre Ríos, al oeste con el partido de Zárate, al sur con el partido de Exaltación de la Cruz y al este con los partidos de Pilar, Escobar y con las islas del partido de San Fernando.

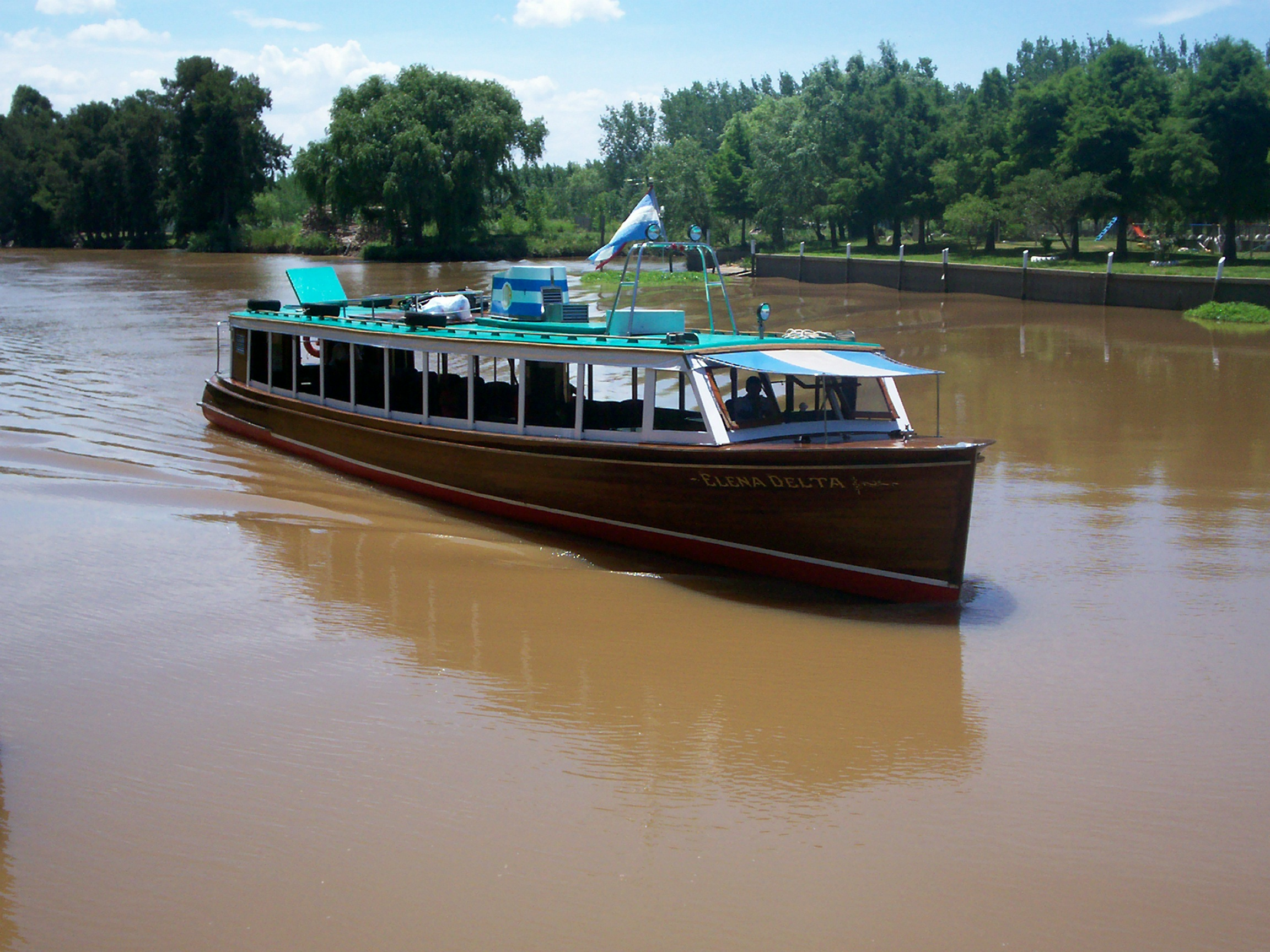
Lancha colectiva en el río Carabelas Grande (Delta de Campana).

## Política

### Intendentes desde 1983
| Intendente                   | Mandato                                           | Partido | Partido | Alianza | Alianza | Elecciones |
| ---------------------------- | ------------------------------------------------- | ------- | ------- | ------- | ------- | ---------- |
| Calixto Bartolomé Dellepiane | 10 de diciembre de 1983 - 10 de diciembre de 1987 |         | UCR     |         | —       | 1983       |
| Calixto Bartolomé Dellepiane | 10 de diciembre de 1987 - 10 de diciembre de 1991 | 1987    | UCR     |         | —       |            |
| Calixto Bartolomé Dellepiane | 10 de diciembre de 1991 - 10 de diciembre de 1995 | 1991    | UCR     |         | —       |            |
| Jorge Rubén Varela           | 10 de diciembre de 1995 - 10 de diciembre de 1999 |         | PJ      |         | FREJUFE | 1995       |
| Jorge Rubén Varela           | 10 de diciembre de 1999 - 10 de diciembre de 2003 |         | PJ      | CJ      | 1999    |            |
| Jorge Rubén Varela           | 10 de diciembre de 2003 - 1 de diciembre de 2005  |         | PJ      | —       | 2003    |            |
| Adalberto Jorge Tonani       | 1 de diciembre de 2005 - 10 de diciembre de 2007  |         | PJ      | —       | 2003    |            |
| Stella Maris Giroldi         | 10 de diciembre de 2007 - 10 de diciembre de 2011 |         | PJ      |         | FPV     | 2007       |
| Stella Maris Giroldi         | 10 de diciembre de 2011 - 10 de diciembre de 2015 | 2011    | PJ      |         | FPV     |            |
| Sebastián Abella             | 10 de diciembre de 2015 - 10 de diciembre de 2019 |         | PRO     |         | CBA     | 2015       |
| Sebastián Abella             | 10 de diciembre de 2019 - 10 de diciembre de 2023 |         | PRO     | JxC     | 2019    |            |
| Sebastián Abella             | 10 de diciembre de 2023 - En el cargo             | 2023    | PRO     | JxC     |         |            |

1. ↑  Renunció para asumir como Ministro de Desarrollo Social de la provincia de Buenos Aires.

### Elecciones municipales

#### Elecciones en la década de 2020
|  | 57,08 % |

|  | 26,55 % |

|  | 13,94 % |

|  | 2,43 % |

|  | 91,69 % |

|  | 7,52 % |

|  | 0,8 % |

|  | 74,13 % |

|  | 100 % |

|  | 52,87 % |

|  | 29,33 % |

|  | 7,34 % |

|  | 5,17 % |

|  | 2,92 % |

|  | 2,37 % |

|  | 94,98 % |

|  | 3,94 % |

|  | 1,08 % |

|  | 72,61 % |

|  | 100 % |

#### Elecciones en la década de 2010
|  | 54,04 % |

|  | 38,19 % |

|  | 3,84 % |

|  | 2,23 % |

|  | 1,70 % |

|  | 95,00 % |

|  | 4,28 % |

|  | 0,72 % |

|  | 84,03 % |

|  | 100 % |

|  | 41,53 % |

|  | 28,77 % |

|  | 13,36 % |

|  | 8,47 % |

|  | 4,11 % |

|  | 3,76 % |

|  | 95,43 % |

|  | 3,58 % |

|  | 0,99 % |

|  | 80,11 % |

|  | 100 % |

|  | 45,86 % |

|  | 37,48 % |

|  | 12,98 % |

|  | 3,69 % |

|  | 90,97 % |

|  | 8,46 % |

|  | 0,57 % |

|  | 83,77 % |

|  | 100 % |

|  | 40,37 % |

|  | 29,76 % |

|  | 11,81 % |

|  | 6,40 % |

|  | 5,73 % |

|  | 3,70 % |

|  | 2,25 % |

|  | 95,30 % |

|  | 3,64 % |

|  | 1,05 % |

|  | 83,37 % |

|  | 100 % |

|  | 58,11 % |

|  | 20,23 % |

|  | 6,01 % |

|  | 5,00 % |

|  | 2,63 % |

|  | 2,52 % |

|  | 2,35 % |

|  | 1,77 % |

|  | 1,39 % |

|  | 90,86 % |

|  | 8,37 % |

|  | 0,77 % |

|  | 84,67 % |

|  | 100 % |

#### Elecciones en la década de 2000
|  | 18,34 % |

|  | 13,67 % |

|  | 32,01 % |

|  | 24,77 % |

|  | 6,38 % |

|  | 31,15 % |

|  | 9,63 % |

|  | 8,71 % |

|  | 4,49 % |

|  | 4,22 % |

|  | 3,69 % |

|  | 3,14 % |

|  | 0,94 % |

|  | 0,90 % |

|  | 0,43 % |

|  | 0,36 % |

|  | 0,33 % |

|  | 94,20 % |

|  | 4,25 % |

|  | 1,55 % |

|  | 80,03 % |

|  | 100 % |

|  | 44,19 % |

|  | 21,27 % |

|  | 20,36 % |

|  | 41,63 % |

|  | 6,07 % |

|  | 3,73 % |

|  | 1,38 % |

|  | 1,28 % |

|  | 0,62 % |

|  | 0,50 % |

|  | 0,43 % |

|  | 0,16 % |

|  | 0,01 % |

|  | 91,42 % |

|  | 7,44 % |

|  | 1,14 % |

|  | 80,94 % |

|  | 100 % |

|  | 41,53 % |

|  | 14,80 % |

|  | 0,02 % |

|  | 14,82 % |

|  | 8,63 % |

|  | 7,88 % |

|  | 7,50 % |

|  | 6,35 % |

|  | 4,98 % |

|  | 3,91 % |

|  | 1,02 % |

|  | 0,94 % |

|  | 0,87 % |

|  | 0,70 % |

|  | 0,43 % |

|  | 0,19 % |

|  | 0,17 % |

|  | 0,08 % |

|  | 89,07 % |

|  | 9,17 % |

|  | 1,75 % |

|  | 79,64 % |

|  | 100 % |

|  | 45,61 % |

|  | 18,12 % |

|  | 9,74 % |

|  | 5,86 % |

|  | 5,49 % |

|  | 4,78 % |

|  | 3,03 % |

|  | 2,62 % |

|  | 2,00 % |

|  | 1,10 % |

|  | 1,01 % |

|  | 0,62 % |

|  | 0,02 % |

|  | 91,03 % |

|  | 7,45 % |

|  | 1,52 % |

|  | 76,81 % |

|  | 100 % |

|  | 41,97 % |

|  | 6,48 % |

|  | 0,75 % |

|  | 0,01 % |

|  | 49,21 % |

|  | 15,62 % |

|  | 11,42 % |

|  | 7,56 % |

|  | 5,84 % |

|  | 4,68 % |

|  | 2,52 % |

|  | 2,08 % |

|  | 1,07 % |

|  | 74,34 % |

|  | 11,20 % |

|  | 14,46 % |

|  | 81,66 % |

|  | 100 % |

1. ↑  Renunció el 1 de diciembre de 2005, lo sucede Adalberto Jorge Tonani.

#### Elecciones en la década de 1990
|  | 53,65 % |

|  | 7,91 % |

|  | 61,56 % |

|  | 33,59 % |

|  | 2,70 % |

|  | 1,74 % |

|  | 0,41 % |

|  | 92,37 % |

|  | 6,92 % |

|  | 0,71 % |

|  | 88,67 % |

|  | 100 % |

|  | 51,02 % |

|  | 47,83 % |

|  | 1,15 % |

|  | 91,35 % |

|  | 7,88 % |

|  | 0,77 % |

|  | 86,31 % |

|  | 100 % |

|  | 44,43 % |

|  | 43,23 % |

|  | 10,64 % |

|  | 1,23 % |

|  | 0,34 % |

|  | 0,13 % |

|  | 92,92 % |

|  | 6,64 % |

|  | 0,44 % |

|  | 86,72 % |

|  | 100 % |

|  | 41,62 % |

|  | 37,29 % |

|  | 8,10 % |

|  | 4,64 % |

|  | 2,73 % |

|  | 1,86 % |

|  | 1,73 % |

|  | 1,15 % |

|  | 0,49 % |

|  | 0,39 % |

|  | 92,64 % |

|  | 6,44 % |

|  | 0,92 % |

|  | 86,47 % |

|  | 100 % |

|  | 51,99 % |

|  | 30,90 % |

|  | 4,32 % |

|  | 3,64 % |

|  | 2,43 % |

|  | 1,73 % |

|  | 1,56 % |

|  | 1,09 % |

|  | 0,99 % |

|  | 0,62 % |

|  | 0,53 % |

|  | 0,20 % |

|  | 95,41 % |

|  | 3,80 % |

|  | 0,79 % |

|  | 85,81 % |

|  | 100 % |

#### Elecciones en la década de 1980
|  | 46,17 % |

|  | 28,51 % |

|  | 9,54 % |

|  | 8,99 % |

|  | 4,22 % |

|  | 2,37 % |

|  | 0,20 % |

|  | 90,32 % |

|  | 9,18 % |

|  | 0,50 % |

|  | 89,06 % |

|  | 100 % |

|  | 44,84 % |

|  | 42,08 % |

|  | 3,86 % |

|  | 2,42 % |

|  | 1,93 % |

|  | 1,67 % |

|  | 1,62 % |

|  | 1,02 % |

|  | 0,31 % |

|  | 0,25 % |

|  | 96,01 % |

|  | 3,44 % |

|  | 0,55 % |

|  | 88,55 % |

|  | 100 % |

|  | 43,63 % |

|  | 27,87 % |

|  | 7,80 % |

|  | 6,09 % |

|  | 5,73 % |

|  | 5,46 % |

|  | 2,69 % |

|  | 0,37 % |

|  | 0,36 % |

|  | 95,88 % |

|  | 3,47 % |

|  | 0,65 % |

|  | 87,79 % |

|  | 100 % |

|  | 55,75 % |

|  | 34,90 % |

|  | 1,94 % |

|  | 1,39 % |

|  | 1,33 % |

|  | 1,27 % |

|  | 1,27 % |

|  | 1,26 % |

|  | 0,45 % |

|  | 0,40 % |

|  | 0,04 % |

|  | 96,91 % |

|  | 2,71 % |

|  | 0,38 % |

|  | 88,88 % |

|  | 100 % |

#### Elecciones en la década de 1970 y 1960
|  | 80,22 % |

|  | 12,33 % |

|  | 4,25 % |

|  | 3,20 % |

|  | 61,80 % |

|  | 38,06 % |

|  | 0,14 % |

|  | 48,24 % |

|  | 32,23 % |

|  | 5,34 % |

|  | 3,63 % |

|  | 2,01 % |

|  | 1,77 % |

|  | 1,70 % |

|  | 1,55 % |

|  | 1,46 % |

|  | 1,37 % |

|  | 0,70 % |

|  | 92,94 % |

|  | 7,06 % |

|  | 74,02 % |

|  | 7,71 % |

|  | 6,64 % |

|  | 4,89 % |

|  | 3,57 % |

|  | 3,17 % |

|  | 80,40 % |

|  | 18,13 % |

|  | 1,47 % |

## Sismicidad
La región responde a la «subfalla del río Paraná», y a la «subfalla del río de la Plata», con sismicidad baja; y su última expresión se produjo el 5 de junio de 1888 (137 años), a las 3.20 UTC-3, con una magnitud en Campana, aproximadamente de 4,5 en la escala de Richter. (Terremoto del Río de la Plata de 1888).

## Demografía
Según los resultados definitivos del censo de 2022 la población del partido alcanza los 110.566 habitantes.

### Migraciones
De las personas residentes en el partido, unas 3 737 nacieron fuera del país, siendo los grupos de inmigrantes más numerosos los provenientes de:
- Paraguay: 1 212 personas
- Venezuela: 787 personas
- Bolivia: 401 personas
- Uruguay: 297 personas
- Italia: 206 personas

## Parque Industrial Campana
Aprobado decreto Nº1258 de la Provincia de Buenos Aires
Certificado de Habilitación Municipal, Resolución N.º 153/2001
Nueva ley de promoción N.º 13.656

### Características generales

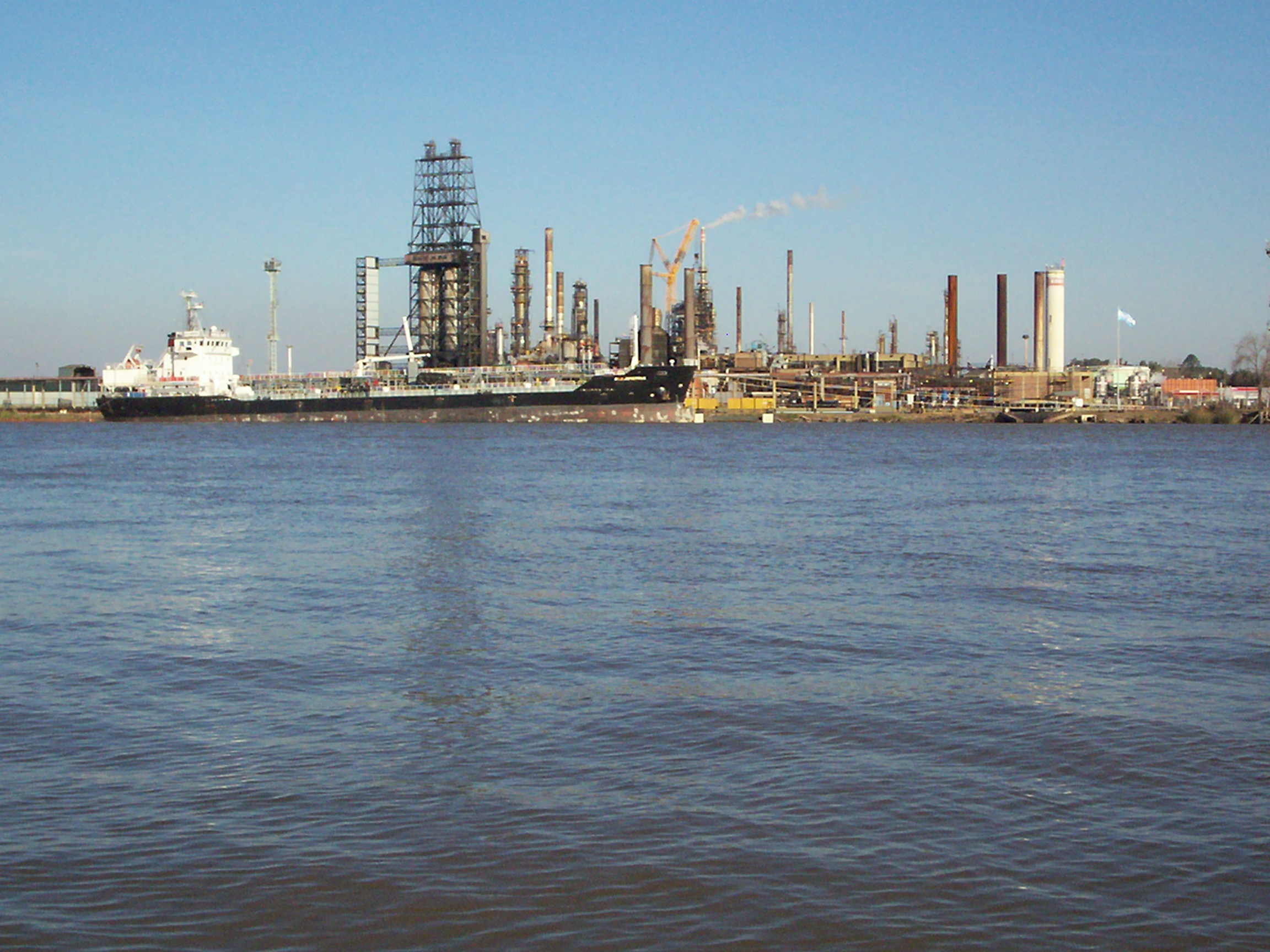
Puerto de Campana, sobre el río Paraná de las Palmas.

Red de Pavimentos: el acceso cuenta con Pavimento de Hormigón Armado. El resto de las calles internas, cuenta con pavimento Asfáltico, con cordón cuneta de Hormigón Armado.
Ancho libre entre cordón 7 m
El Radio de Giro: 20 m para facilitar la circulación de camiones.
Longitud Total: 4.633 m
Superficie Total: 32.626 m²
Desagües Pluviales: todas las parcelas desaguan sus pluviales sin anegamientos. Todas las calles internas poseen cordón cuneta y sumideros. No tiene zanja ni conductos a cielo abierto. El parque cuenta con conductos de desagües pluvial en cañerías de Hormigón premoldeado de diámetros variables.
Desagües Industriales: la totalidad de las parcelas cuenta con conductos subterráneos que reciben los efluentes líquidos industriales, previamente tratados. En general vuelcan directamente al conducto Pluvial que pasa por su frente. En el resto del parque se ha construido una cañería adicional que colecta estos líquidos. El cuerpo receptor final es el Río Paraná.
- Red Interna de gas: recorre la totalidad de las calles internas del parque industrial, sobre uno de sus laterales. Consiste en un anillo, con diámetros y longitudes variables y las siguientes características:
- Presión: 15 kg/cm2
- Acceso: diámetro 8": 191 m
- Calle 1 y Calle 102: diámetro 6": 1.027 m
- Calle 101, Calle 2 y Calle 103: diámetro 4": 3.451 m
- Longitud total: 4.669 m
- Prestador del Servicio: Gas Natural Ban S.A.

Red de Energía: la alimentación de Energía Eléctrica al parque proviene de la Subestación Transformadora Campana 1, que cuenta con dos transformadores de 30 MVA de 33/13.2 kV . El transporte hasta la Subestación se realiza a través de un alimentador sobre estructura de Hº Aº con disposición coplanar preparado para doble terna.
Recurso Hídrico Subterráneo: el Abastecimiento de agua se hará por medio de una perforación por cada parcela, con un caudal medio de explotación de 10 m3/h
Régimen de Desgravación Impositiva: las empresas a radicarse en el Parque contarán con la posibilidad de Desgravación Impositiva que le ofrece la Ley 10.547 de Promoción Industrial de la Provincia de Buenos Aires. Esta permite hasta diez (10) años de exención de pago de Impuestos de Ingresos Brutos e Inmobiliario básico y otros beneficios.
La Municipalidad de Campana, adhiere a esta Ley, con exención de pago de Tasas, derechos e Impuestos Municipales que gravan la actividad industrial en el Partido.

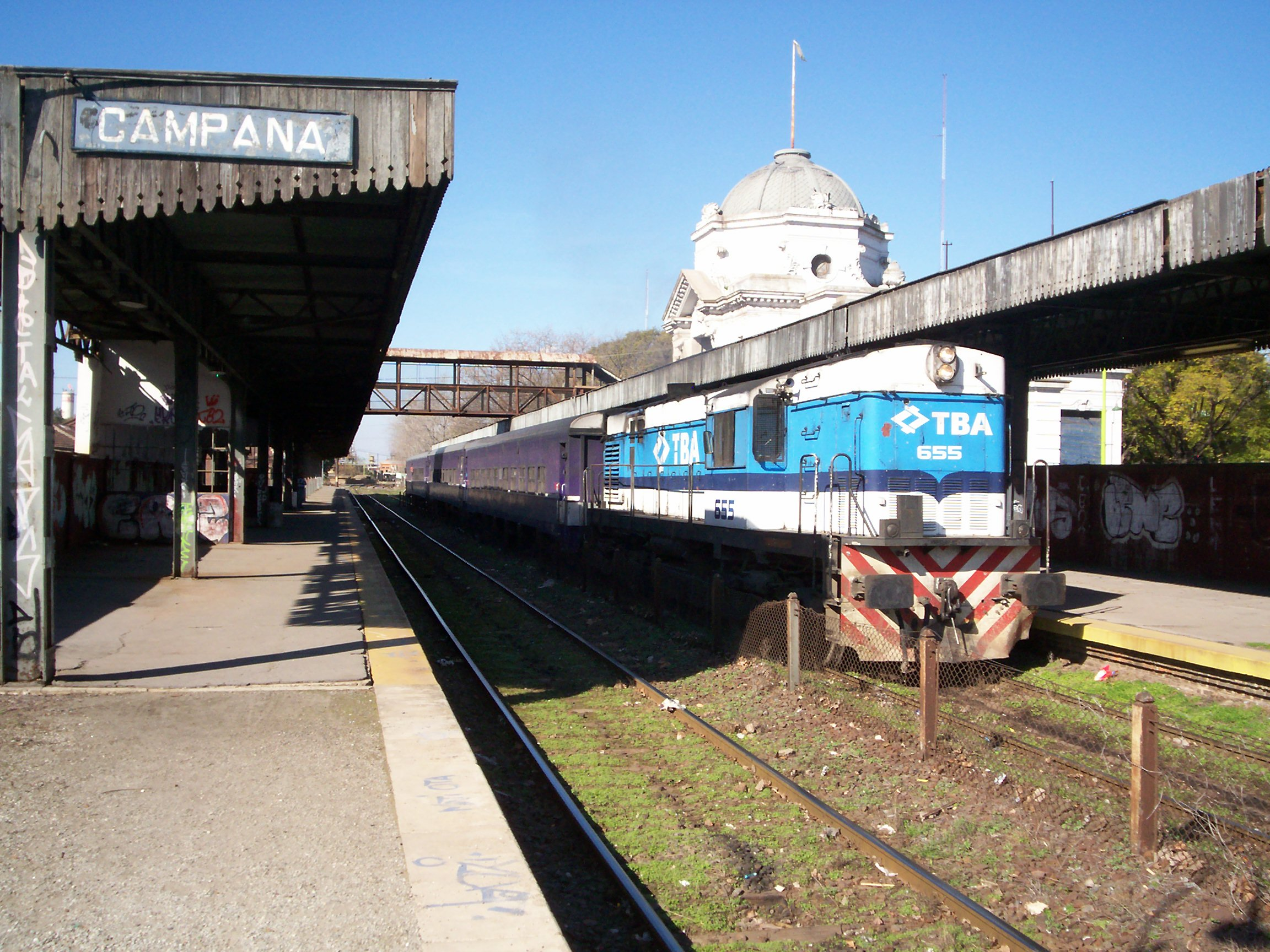
Estación Campana del FFCC Mitre.

### Vías de comunicación
Ruta Nacional n.º 9: pasa por el frente del Parque Industrial, vincula con las ciudades de Buenos Aires, Rosario, Córdoba y el norte Argentino, pasando a Bolivia, Perú, etc.
Ruta Provincial n.º 6: a 2 km, por RN 9. Enlaza con las rutas Nacionales n.º 5 y n.º 7, que conecta con el Centro, el Oeste y el Sur de la Provincia de Bs. As. Por Ruta Nac. n.º 7 se llega a Chile.
Ferrovía (Trenes Argentinos): en la ciudad de Campana (3 km)
Enlaza con la Ciudad de Buenos Aires y Provincias vecinas. Tiene entrada a los dos Puertos locales.
Red Fluvial: en la zona.
A través del Río Paraná, vincula con los puertos de Rosario y Buenos Aires. Los Puertos locales admiten buques de gran calado.

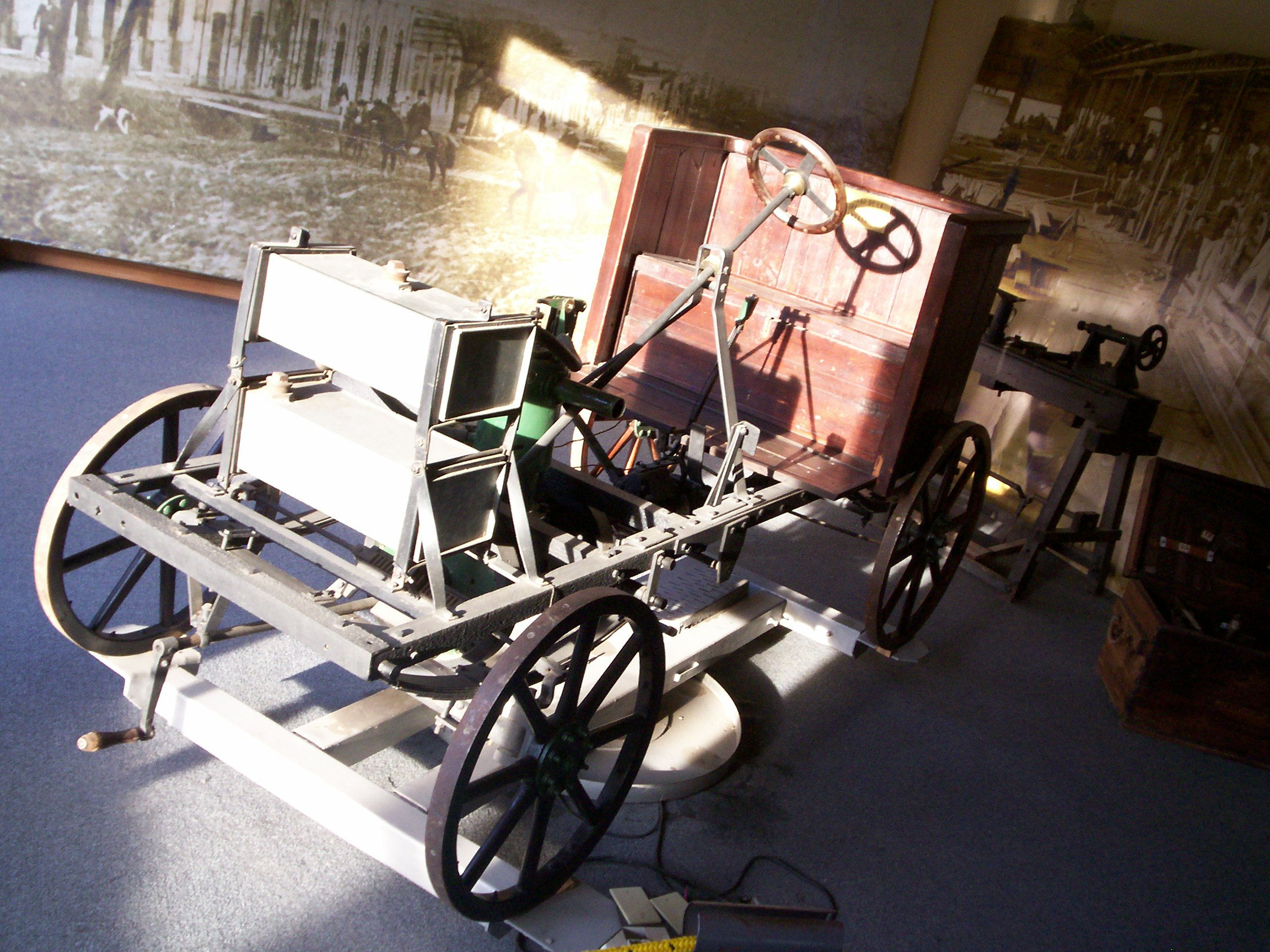
Primer automóvil argentino (Museo Manuel Iglesias).

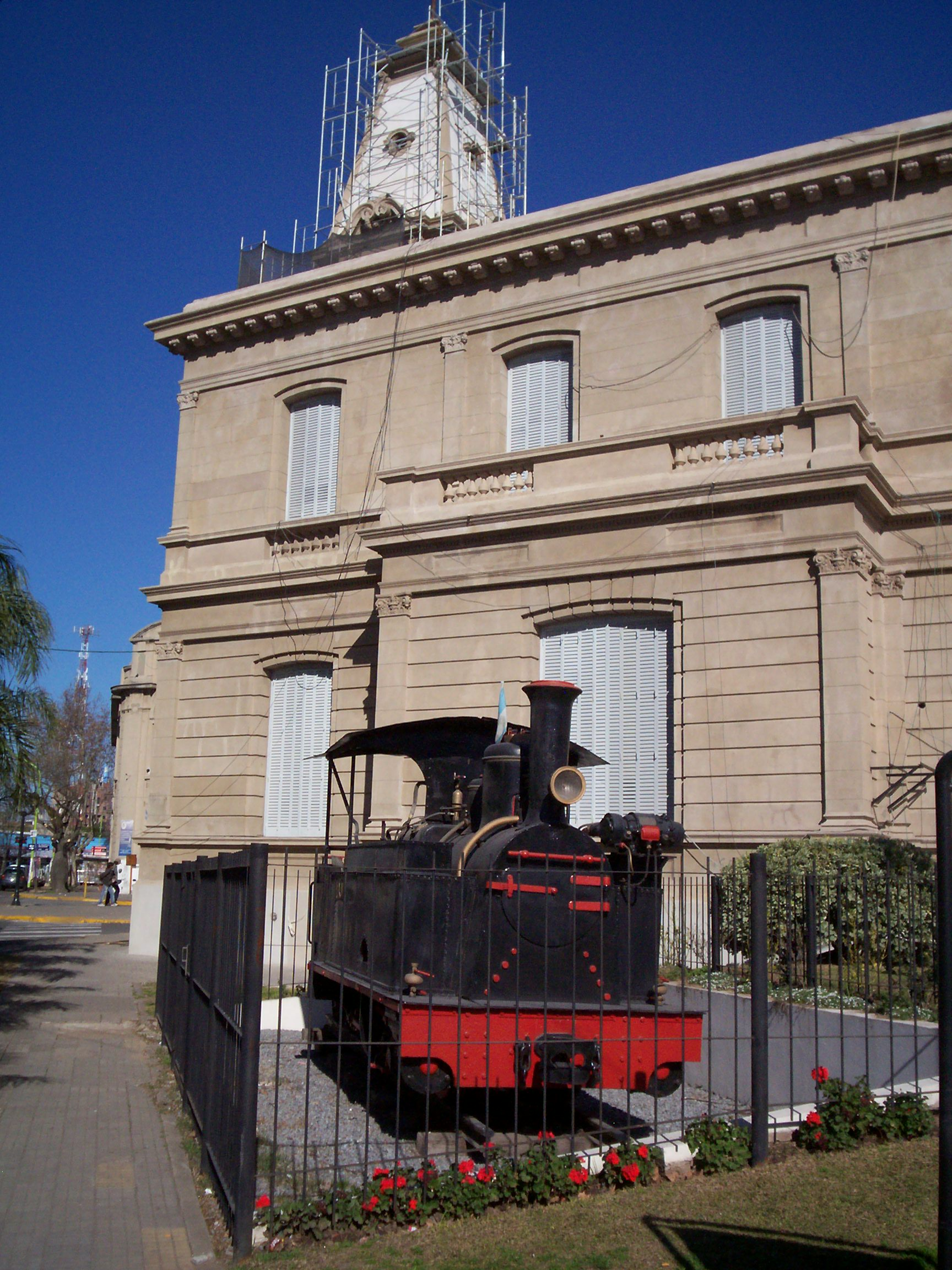
Antigua locomotora de vapor fabricada en Bélgica por Coulliet en 1886, exhibida frente al edificio de la municipalidad de Campana.

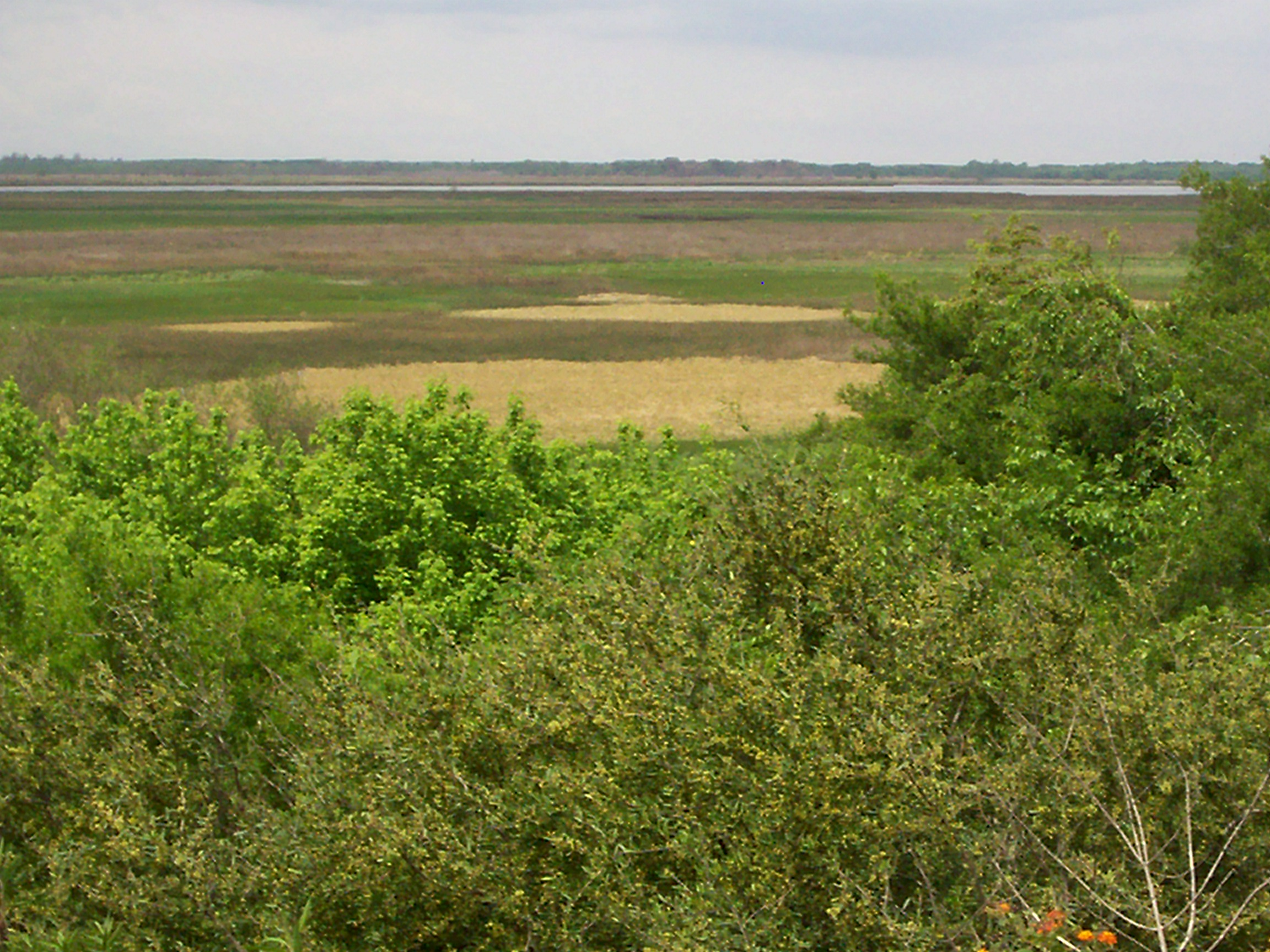
Laguna Grande (parque nacional Ciervo de los Pantanos).

## Turismo y cultura
- Alianza Francesa de Campana:, Asociación Civil sin fines de lucro para enseñar el idioma francés, difundir la cultura francófona y favorecer la diversidad cultural.
- Museo del Automóvil "Manuel Iglesias", expone autos antiguos y el Primer Automóvil Argentino.
- Museo Ferroviario, conserva piezas históricas del Ferrocarril Central Argentino y del Ferrocarril Mitre.
- Teatro Municipal "Pedro Barbero".
- Campana Boat Club.
- Club Villa Dálmine.
- Club Atlético Puerto Nuevo.
- Instituto Superior de Formación Docente y Técnica Nº15 "Berta Marquehose".
- parque nacional Ciervo de los Pantanos (ex Reserva Natural Otamendi).

## Personalidades
- Enzo Ferrero, exfutbolista.
- Nicolás Blandi, futbolista.
- José Krakover, artista y fotógrafo, alrededor del año 1915.
- Juan Ignacio Mercier, exfutbolista.
- Leonardo Sigali, futbolista.
- Ariel Rosada, exfutbolista.
- José Basualdo, exfutbolista.
- Joaquín Arzura, futbolista.
- Pablo Del Teso, cineasta.
- Pablo Rho, cineasta.
- Rodrigo Tejero, productor de televisión.
- Juan Cruz Fernández Ciancaglini, excampeón mundial de remo.
- Sergio Abel Fernández, remero
- Walter Javier Melo, diseñador, joyero y orfebre.
- Lucila Kesseller, actriz y dramaturga.
- Eliana Bianchi, artista.
- Julieta Alzua, fotógrafa.
- Franco Cammarota, fotógrafo y bailarín.
- Multiplo, banda de indie rock